# Přibyslav (opat)
Přibyslav († 1426) byl v letech 1415–1426 v pořadí 13. opatem cisterciáckého kláštera ve Vyšším Brodě.

## Život
Přibyslav byl zvolen opatem po smrti opata dosavadního, Oty IV. a byl prvním z vyšebrodských opatů, kteří měli v rámci cisterciáckého řádu důležité funkce. Byl pověřen vybíráním poplatků z ostatních českých cisterciáckých klášterů. Po vypuknutí husitských bouří roku 1420 se spolu s komunitou uchýlil pod ochranu Rožmberků do Českého Krumlova. Mniši zde našli pohostinství u místních minoritů v jejich klášteře při kostele Božího Těla na Latráně. V tomto exilu setrvala komunita až do začátku 30. let 15. století. Opat Přibyslav zde zemřel v roce 1426. Jeho nástupcem byl zvolen Zikmund I. Pirchan. Když nebezpečí ze strany husitů pominulo, vrátil se s komunitou do Vyššího Brodu.